# Lauri Aho

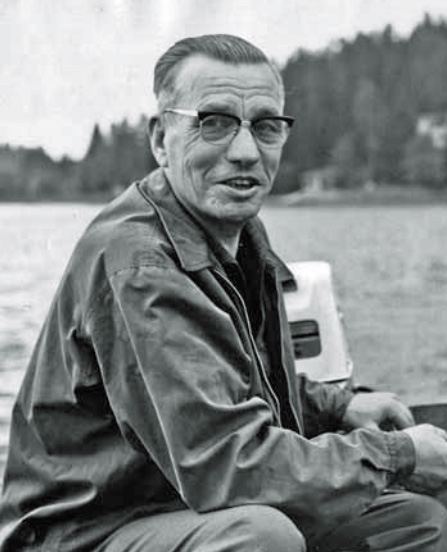
Lauri Aho.

Lauri Emil Aho, ursprungligen Finér, född 18 juli 1901 i Pyhäjärvi i Nyland, död 31 december 1985 i Helsingfors, var en finländsk politiker från Samlingspartiet.
Aho var chefredaktör för Uusi Suomi 1940–56 och fungerade som Helsingfors stadsdirektör (överborgmästare från 1960) mellan åren 1956 och 1968. Aho stod Juho Kusti Paasikivi nära, och var en av de få högerpolitiker Urho Kekkonen respekterade.